# نینا ویکتوروونا پیگولوسکایا
نینا ویکتوروونا پیگولوسکایا (به روسی: Нина Викторовна Пигулевская) (زادهٔ ۱۳ ژانویه ۱۸۹۴ در سن پترزبورگ- درگذشتهٔ ۱۷ فوریه ۱۹۷۰ در لنین‌گراد) خاورشناس روس و متخصص تاریخ خاورمیانه و شرق نزدیک و بیزانس در اوایل سده‌های میانه بود.
او در سن پترزبورگ در خانواده‌ای صاحب‌نام که چندتن از آنان از محققان و دانشمندان روسیه بودند، زاده‌شد. در آغاز به فراگیری تاریخ و زبان‌های باستانی (یونانی و لاتینی) در دانشگاه سن پترزبورگ پرداخت و به‌دنبال آن مطالعات خود را دربارهٔ شرق در همین دانشگاه ادامه داد و در زبان‌های سامی مانند عبری و آرامی و سریانی و امهاری تخصص یافت و بعدها زبان عربی را نیز فراگرفت. افزون بر این او با چند زبان زندهٔ اروپایی یعنی انگلیسی و آلمانی و فرانسه و ایتالیایی نیز آشنایی داشت.

## زندگی
پیگولوسکایا در ۱۹۱۸ دورهٔ کلاس‌های بستوژف را به پایان رساند و در ۱۹۲۲ در رشتهٔ خاورشناسی از دانشگاه پتروگراد درجهٔ دکتری گرفت. میان سال‌های ۱۹۲۱ تا ۱۹۲۸ در کتابخانهٔ عمومی لنین‌گراد و ۱۹۳۸ در مؤسسه مطالعات خاورشناسی (در فرهنگستان علوم اتحاد جماهیر شوروی) به کار اشتغال داشت. از ۱۹۳۹ تا ۱۹۴۱ و نیز از ۱۹۴۴ تا ۱۹۵۱ در دانشگاه لنین‌گراد تدریس می‌کرد. در ۱۹۴۶ به‌عنوان عضو وابستهٔ فرهنگستان علوم اتحاد جماهیر شوروی برگزیده شد و در ۱۹۵۲ نیابت ریاست انجمن روسیه و فلسطین و سردبیری مجموعهٔ فلسطین را عهده‌دار گردید. پیگولوسکایا در ۱۹۶۰ به عضویت انجمن آسیایی فرانسه درآمد. او به دریافت سه نشان و مدال‌های متعدد نایل شد.

## زمینهٔ فعالیت
پیگولوسکایا عمدتاً به عنوان تاریخ‌نگار و متخصص تاریخ خاورمیانه و روم شرقی در اوایل سده‌های میانه شناخته شده‌است. مطالعات وی بیشتر دربارهٔ تاریخ، آثار سریانی، فئودالیسم و خاستگاه آن، نظام اقتصادی-اجتماعی و گسترش فرهنگی شام، عربستان، ایران، و بیزانس در سده‌های میانه بود. وی برآن بود که تبیین ویژگی‌های دو نظام برده‌داری و فئودالی در خاور نزدیک در حکم کلید حل مسائل تاریخی این نواحی در سده‌های سوم و هفتم میلادی است. او به موضوعاتی چون تاریخ اجتماعی و سیاسی ایران، روابط ایران و بیزانس، نهضت مزدکیان، مسیحیان ایران، جغرافیا و سازمان‌های اقتصادی، بازرگانی و تولیدی ایران در دورهٔ ساسانی و مناسبات فئودالی و چگونگی ظهور آن، اقطاع، نظام ارضی و راه ابریشم پرداخته‌است.
در واقع، او وارث دیدگاه و نظام فکری غالب محققان شوروی سابق است و در بررسی موضوعات و رویدادهای تاریخی به گذر از مرحلهٔ برده‌داری به فئودالیسم، و بروز مناسبات فئودالی در نتیجهٔ تشدید تضادهای طبقاتی قائل است. با این حال، تحقیقات وی دارای اهمیت بسیار است، زیرا توانایی او در استفاده از زبان‌های باستانی و جدید سبب می‌شد تا بتواند منابع را دقیق بررسی کند و در نتیجه‌گیری‌ها، بر اسناد و مدارک مشخص تاریخی تکیه کند؛ کمتر کسی توانسته‌است چون او به این موضوعات با نگاهی جامع و چندجانبه بپردازد.

## آثار
Пигулевская Н. В. (1940). Месопотамия на рубеже V-VI вв. н. э. Сирийская хроника Иешу Стилита как исторический источник. Vol. XXXI (Труды института востоковедения ed.). М. ‒ Л.: Издательство Академии наук СССР. Отв. редактор акад.  Крачковский И. Ю.
Пигулевская Н. В. (1941). Сирийские источники по истории народов СССР. М. ‒ Л.: Издательство Академии наук СССР. Отв. редактор Струве В. В.
- Византия и Иран на рубеже VI и VII вв. , М. ‒ Л. , 1946
- Византия на путях в Индию, М. ‒ Л. , 1951;
- Города Ирана в раннее средневековье, М. ‒ Л. , 1956;
- Арабы у границ Византии и Ирана в IV‒VI вв. , М. ‒ Л. , 1964;
- Византия и Восток, в сборнике: Палестинский сборник в. 23, Л. , 1971.
- Культура сирийцев в средние века. — М. , 1979.

کتاب‌های او که به فارسی ترجمه شده‌اند عبارت‌اند از:
- اعراب حدود مرزهای شرقی و ایران در سده‌های چهارم ـ ششم میلادی (ترجمهٔ عنایت‌الله رضا، تهران ۱۳۷۲).
- شهرهای ایران در روزگار پارتیان و ساسانیان (ترجمه عنایت‌الله رضا، تهران ۱۳۶۷).
- فصل اول و دوم کتاب تاریخ ایران از دوران باستان تا پایان سده هیجدهم (ترجمهٔ کریم کشاورز، تهران ۱۳۶۳).
- مقدمهٔ کتاب ایران در آستانهٔ یورش تازیان (تألیف کولسینکف، ترجمهٔ محمد رفیق یحیایی، تهران ۱۳۵۷).
- ایران و بیزانس در سده‌های ششم و هفتم میلادی ، نینا پیگولفسکایا، (برگردان کامبیز میربها، تهران ۱۳٩١).